# Akhal-Teke
O Akhal-Teke é uma raça de cavalo turquemena. Os cavalos Akhal-Teke têm uma reputação de velocidade e resistência, inteligência e um pelo de brilho metálico distinto. A pelagem brilhante da raça levou ao apelido de "cavalos de ouro". Estes cavalos são adaptados a condições climáticas severas e acredita-se que sejam uma das mais antigas raças de cavalos existentes.  Atualmente, existem cerca de 6.600 Akhal-Tekes no mundo, principalmente no Turquemenistão e na Rússia, embora também sejam encontrados em toda a Europa e América do Norte.  Akhal é o nome da linha de oásis ao longo da encosta norte das montanhas Kopet Dag. Era habitada pela tribo Tekke dos turcomenos.

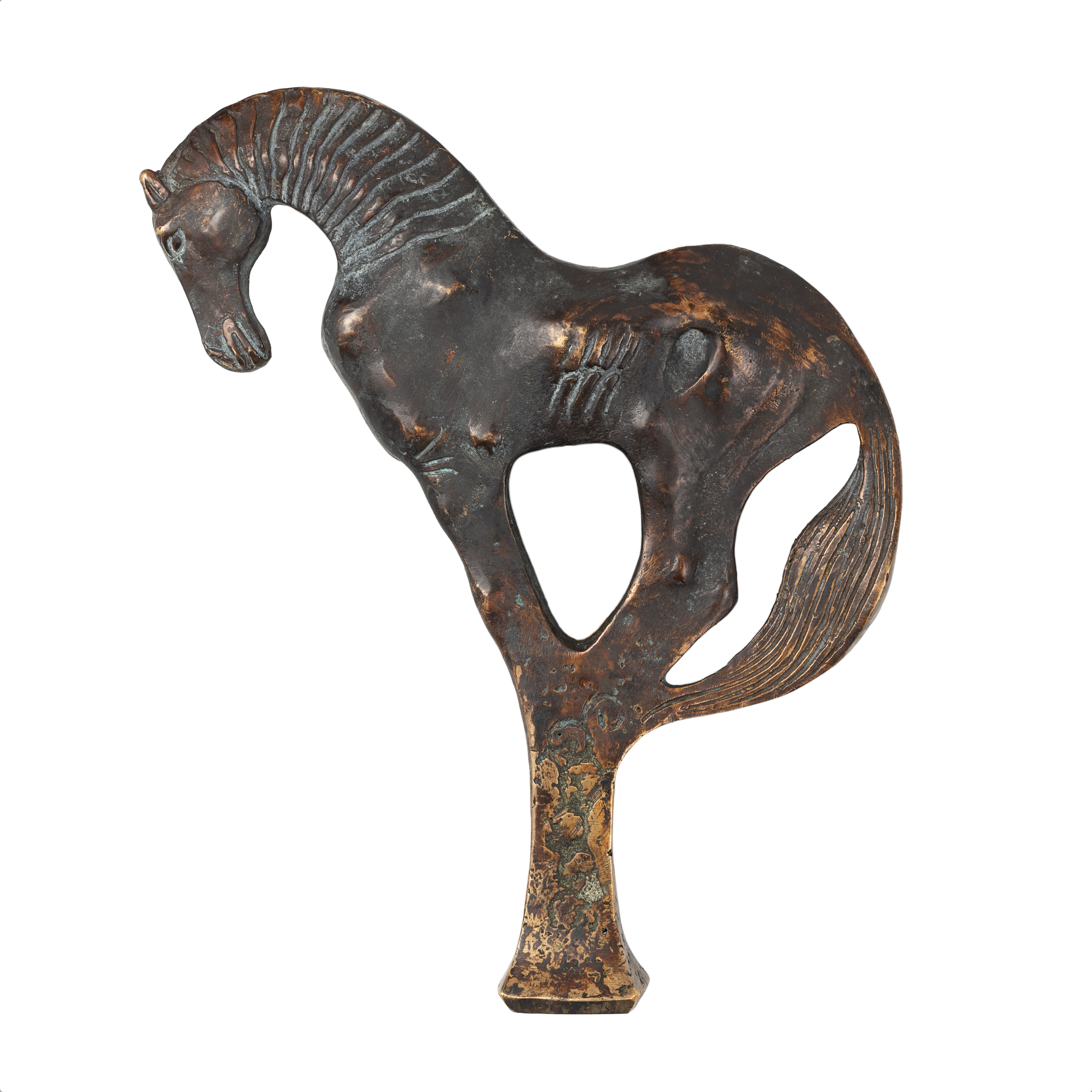
Cavalo Akhal-Teke antigo, bronze, entre os séculos IV a.C. e I a.C.

Existem várias teorias sobre a ancestralidade original dos Akhal-Teke, algumas delas datadas de milhares de anos. É provável que Akhal-Teke seja um descendente de uma raça mais antiga conhecida como cavalo turcomano, e alguns afirmam que é a mesma raça. As tribos do Turquemenistão criaram seletivamente os cavalos, registrando seus pedigree oralmente e usando-os em incursões. A raça foi usada na luta perdida contra o Império Russo e foi integrada ao Império junto com seu país. O turcomano influenciou muitas outras raças, incluindo sangue quente moderno, e pesquisas recentes confirmam que os garanhões turcomanos deram contribuições significativas ao desenvolvimento do puro-sangue inglês.  No entanto, também existe a possibilidade de que todos os Akhal-Tekes hoje tenham uma linhagem de puro-sangue.  O Stud Book foi fechado em 1932.  Os russos imprimiram o primeiro Stud Book da raça em 1941, incluindo mais de 700 cavalos.